# 马尔西 (涅夫勒省)
马尔西（法語：Marcy，法語發音：[maʁsi]）是法国涅夫勒省的一个市镇，属于克拉姆西区。

## 地理
马尔西（47°19'12"N, 3°24'30"E）面积14.31 平方千米，位于法国勃艮第-弗朗什-孔泰大區涅夫勒省，该省份为法国中部省份，北至约讷省，西北接卢瓦雷省，西接谢尔省，南至阿列省，东南接索恩-卢瓦尔省，东临科多尔省。
与马尔西接壤的市镇（或旧市镇、城区）包括：瓦尔济、尚普勒米、舍瓦讷-尚日、科尔沃勒当贝尔纳、帕里尼拉罗斯。

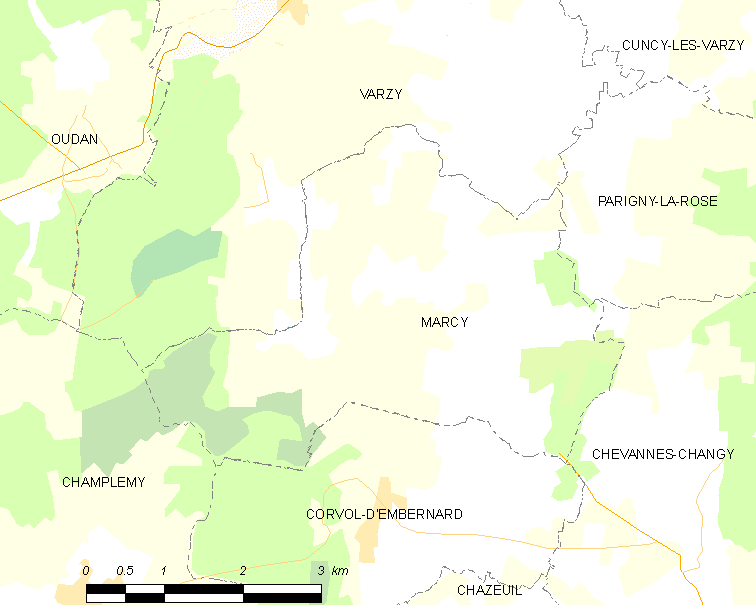
的OSM定位图

马尔西的时区为UTC+01:00、UTC+02:00（夏令时）。

## 行政
马尔西的邮政编码为58210，INSEE市镇编码为58156。

## 政治
马尔西所属的省级选区为克拉姆西县。

## 人口

1962-2008年间人口变化图示

马尔西于2022年1月1日时的人口数量为139人。